# 王遜 (成化進士)
王遜（1441年—？），字謙之，陝西鳳翔府鳳翔縣人，明朝政治人物。進士出身。

## 生平
陝西鄉試第六名。成化二年（1466年）丙戌科會試第二百二十三名，殿試登進士第三甲第一百四十五名。

## 家族
曾祖父王喜。祖父王剛，曾任倉副使。父親王海。